# Anaplectoides protensa
Anaplectoides protensa är en fjärilsart som beskrevs av Barend J. Lempke 1962. Anaplectoides protensa ingår i släktet Anaplectoides och familjen nattflyn. Inga underarter finns listade i Catalogue of Life.